# Dom za sanje
Dom za sanje (DzS) je slovenska rock skupina iz Novega mesta, ki je bila ustanovljena leta 2000.

## O Skupini
Ustanovitelja skupine sta Miro Tomšič in Janez Dular, ki sta že pred tem na akustičnih kitarah preigravala avtorske skladbe. Kmalu se jima je pridružil bas kitarist Peter Jenič. Trio je začel ustvarjati lirične skladbe akustičnega značaja in priredila prvi koncert v atriju knjigarne Goga v Novem mestu. Po prihodu Mihe Reclja sredi poletja leta 2000 se je trio preimenoval v skupino Dom za Sanje. 
Prve skladbe je skupina posnela na začetku leta 2001, poleti 2002 pa se je skupini pridružil še klaviturist Jakob Kotnik. Na začetku leta 2003 so izdali skladbo Bumerang, s katero so aprila 2003 nastopili na TV Slovenija v oddaji ORION. Po izboru strokovne žirije je skladba osvojila 1. mesto in se uvrstila v finale, kjer je zasedla 4. mesto. Oktobra 2003 je skupina posnela videospot za skladbo Bumerang, februarja pa so Dom za sanje nastopili na ROCKAJADI 2004, kjer so osvojili 3. mesto. Po skorajšnjem odhodu Jakoba Kotnika, je skupina glasbeno pot nadaljevala kot štiričlanska zasedba. Za nekaj časa so takrat prenehali koncertirati in zaradi spremembe zasedbe priredili aranžmaje svojih skladb. Septembra 2004 so začeli snemati svoj prvi album, ki je bil dokončan oktobra 2005. Aprila 2006 je album izšel pod naslovom Izredno stanje.
Novembra  2006 je DzS zmagal na natečaju Simply the best contest.

## Diskografija
Album
- Izredno stanje - 2006

## Zasedba
- Miro Tomšič – vokal, kitara
- Janez Dular – kitara, spremljevalni vokal
- Peter Jenič – bas
- Miha Recelj – bobni